# Florence B. Seibert
Florence Barbara Seibert (6 oktober 1897 – 23 augustus 1991) was een Amerikaanse biochemicus. Ze is voornamelijk bekend vanwege de identificatie van de werkzame stof in het antigeen tuberculine als een eiwit en de isolatie van een zuivere vorm van tuberculine, gezuiverd proteïnederivaat (PPD). Deze wetenschappelijke ontdekking maakte de ontwikkeling en het gebruik van een betrouwbare Tuberculose-test mogelijk.
Seibert werd als vrouwelijke wetenschapper opgenomen in de Florida Women's Hall of Fame en de National Women's Hall of Fame.
- International Standard Name Identifier: 0000 0003 9553 1236
- Nederlandse Thesaurus van Auteursnamen: 275139867
- Virtual International Authority File: 290322767
- WorldCat: E39PBJgXfDM8TbYdfDbRvFw6Kd